# عهد فنري
عهد فنري (مواليد 30 يونيو 1960 في إدلب) هي ممثلة سورية، من تخرجت من المعهد العالي للفنون المسرحية عام 1981 م بالقاهرة، حيث بدأ العمل كممثلة. شاركت في أكثر من 60 عملاً ما بين مسرح وتليفزيون وسينما. من أعمالها في المسرح: (حلم العقل، الثأر ورحلة العذاب، إنسوا هيروسترات، .. وغيرها). أما في الإذاعة فقد شاركت في (ولادة، مي زيادة، الطريق إلى القدس، شرحبيل، شهداء في الإسلام). بينما شاركت في السينما في فيلمي (القناص)، و(أرملة رجل حي). كما عدد في عدد كبير من الأعمال التليفزيونية مثل: (مذكرات زوج، هاربات من الماضي، تحت ظلال السيوف، لا إله إلا الله، الأزهر الشريف، مارد الجبل، لمن أترك كل هذا، باب الحديد، الرجل س، العرس الحلبي، داليا المصرية، باب المقام، أسير الانتقام، كوم الحجر، الزيزفون، أبو زيد الهلالي، باب الحديد). توفيت في 10 يناير 2014
لديها أعمال فنية منها

## المسلسلات
- 1)هوامش غير هامشية مسلسل إذاعي 2012
- 2)كليوبترا 2010
- 3)هدوء نسبي 2009
- 4) باب المقام 2008
- 5)الناس بلا ناس 2008
- 6)أسير الانتقام 2007
- 7) كوم الحجر 2007
- 8)الزيزفون 2006
- 9)أبوزيد الهلالي 2005
- 10) عمر الخيام 2002
- 11) باب الحديد 1997
- 12) العرس الحلبي وحكايات من سفر برلك 1997

### وفاتها
توفيت صباح يوم الجمعة الموافق 10 كانون الثاني 2014 في تاريخ 9 ربيع الأول 1435 هـ بعد رحلة عطاء مميزة عن عمر يناهز 54 عاماً.

## روابط خارجية
- عهد فنري على موقع قاعدة بيانات الأفلام العربية